# Gerhard Gyllenhammar
Gerhard Napoleon Gyllenhammar, född 7 februari 1873 i Stockholm, död 16 september 1968 i Storkyrkoförsamlingen i Stockholm, var en svensk målare, tecknare, grafiker och skulptör. 
Efter avlagd studentexamen 1893 studerade Gyllenhammar vid Konstnärsförbundets målarskola i Stockholm 1894–1900. Efter konststudierna var han bosatt i Paris 1901–1914 där han var anlitad av boulevardpressen som tecknare under signaturen Gérard. Med signaturen G. G. medverkade Gyllenhammar som illustratör i Nya Nisse. Han medverkade i Baltiska utställningen i Malmö 1914 och i utställningen Nordisk grafik på Liljevalchs konsthall 1924 samt med Sveriges allmänna konstförening. Han deltog som tävlande i konst vid sommar OS i Berlin 1936. Som illustratör illustrerade han Disa Holbergs I slynåren för tjugo år sedan 1925. Gyllenhammar är representerad vid Moderna Museet i Stockholm.
Han var son till stationsinspektoren Carl Emil Gerhard Gyllenhammar (1840–1895) och Alma Georgina Aurora Nettelblad (1849–1925) samt gift första gången 1914 med Ulrika Gully Wallin och andra gången från 1957 med Anna Justina (Stina) Petersson (1901–1977). Gerhard Gyllenhammar är begravd på Sandsborgskyrkogården i Stockholm.